# Maria Königin des Friedens (Gerchsheim)

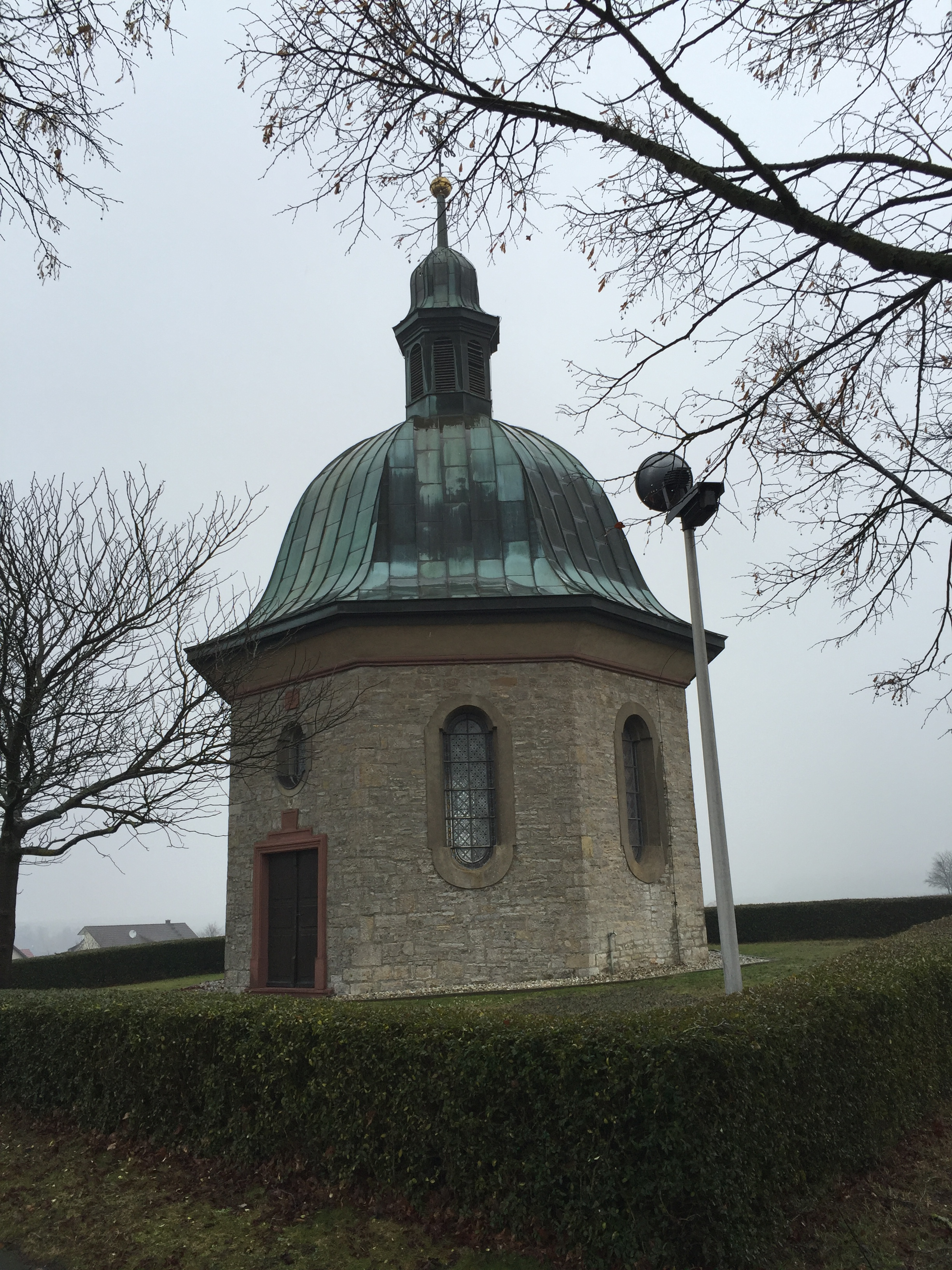
Maria Königin des Friedens in Gerchsheim

Die römisch-katholische Kapelle Maria Königin des Friedens (auch Kriegergedächtniskapelle genannt) befindet sich in Gerchsheim, einem Ortsteil von Großrinderfeld im Main-Tauber-Kreis.

## Geschichte
Die in den Jahren 1925 bis 1927 von den Einwohnern des Dorfes errichtete Kapelle wurde zum Gedenken an die Gefallenen des Ersten Weltkrieges erbaut. Am 11. September 1935 wurde  die Kapelle von Pfarrer Weigand auf den Namen: „Maria, der Königin des Friedens“ geweiht.
Die Kapelle gehört zur Seelsorgeeinheit Großrinderfeld-Werbach, die dem Dekanat Tauberbischofsheim des Erzbistums Freiburg zugeordnet ist.

## Lage
Die postalische Adresse lautet Großrinderfeld-Gerchsheim, Stationsbergweg. Die Straße Stationsbergweg erhielt ihren Namen durch den Gerchsheimer Kreuzweg, der von der Pfarrkirche St. Johannes der Täufer bis zur Kriegergedächtniskapelle hinaufführt.

## Kapellenbau
Die Kapelle ist als Oktogon am Ortsrand von Gerchsheim erbaut.

## Ausstattung

### Ehemalige Altarfiguren
1927 befand sich auf dem Altar in einer circa 80 Zentimeter hohen Nische eine Mondsichelmadonna, welche das Jesuskind auf dem Arm hält. Diese Figuren wurden jedoch nach einiger Zeit von Kirchenräubern gestohlen.

### Altarbilder und Wandgemälde
1993 wurde der Altarbereich vom Würzburger Kunstmaler Gastl neu gestaltet. Das auf einer Leinwand gemalte Altarbild zeigte Madonna im Schutzmantel mit Kind, unter ihrem weit geöffnetem Mantel suchten alte und junge Menschen, sowie Soldaten, Zuflucht. Der Mantel sollte Geborgenheit, Schutz und Bewahrung vor Krieg und anderen Gefahren symbolisieren. An beiden Seiten befanden sich rote Flügelwesen, welche Seraphim oder Cherubim darstellen sollten. Im unteren Teil befand sich in rot gehalten, das Dorf Gerchsheim, insbesondere das Pfarrhaus mit Kirche sowie das Rathaus waren deutlich zu erkennen.
1946 wurde von dem Kunstmaler Anton Dasser ein etwa 3,5 Meter hohes, neues Altarbild hinter den Altar gemalt, welches Christus als Friedensfürst und Sieger über die Antichristen darstellte. Ebenfalls wurden im Zuge dessen von Dasser auch die Seitenwände der Kapelle mit vier Heiligenfiguren bemalt: Der Hl. Georg, der Selige Bernhard II. von Baden, der Hl. Martinus und die Barbara von Nikomedien.
Während die seitlichen Heiligendarstellungen auch heute noch zu sehen sind, kam es im Zuge von Renovierungsarbeiten im Innen- sowie Außenbereich der Kapelle Anfang der 90er Jahre zu einer Umgestaltung des Altarbildes.

### Kriegergedächtnistafeln
Links und rechts vom Kapelleneingang hängen drei Steintafeln, auf denen die Namen der Gefallenen und Vermissten der Gemeinde aus dem Ersten und Zweiten Weltkrieg eingemeißelt sind. Diese verliehen der Kapelle im Volksmund auch den alternativen Namen Kriegergedächtniskapelle.